# Trattati della Triplice alleanza
I Trattati della Triplice alleanza furono una serie di accordi conclusi dal 1882 al 1912 da Germania, Austria-Ungheria e Regno d'Italia.
Essi regolarono il patto militare difensivo della Triplice alleanza, che fu rinnovato quattro volte con la stipula di trattati specifici: nel 1887, 1891, 1902 e nel 1912. L'alleanza fu invece rinnovata senza modifiche agli accordi due volte, nel 1896 e nel 1908.
Benché differenti fra loro, i cinque trattati conservarono lo spirito del primo: un patto difensivo di neutralità e mutua assistenza, che ponesse le tre parti contraenti in sicurezza di fronte ai probabili comuni nemici: la Francia innanzi tutto, ma anche la Russia.

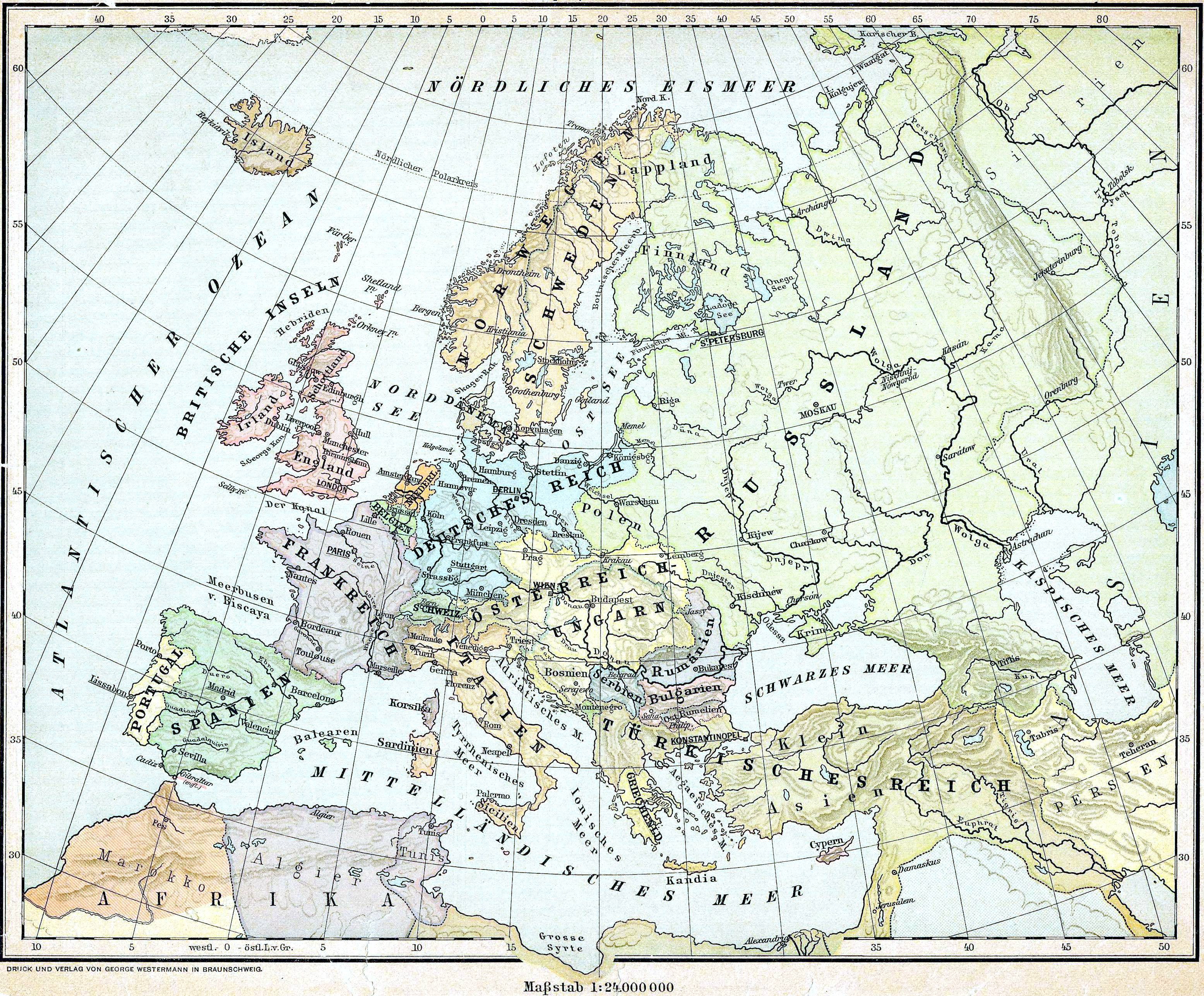
L’Europa in una carta tedesca al tempo della Triplice alleanza conclusa fra Germania (Deutsches Reich), Austria-Ungheria (Österreich-Ungarn) e Italia (Italien).

## La Triplice alleanza
La Triplice alleanza fu conclusa da Germania, Austria-Ungheria e Italia nel 1882 a Vienna. Inizialmente fu voluta principalmente dall'Italia, desiderosa di rompere il suo isolamento. Successivamente, con il mutarsi della situazione in Europa, l'alleanza fu sostenuta dalla Germania che fece da intermediaria fra l'Austria-Ungheria e l'Italia i cui rapporti peggiorarono progressivamente fino allo scoppio della prima guerra mondiale nel 1914.
All'inizio delle ostilità, l'Italia, ai sensi dell'Art. 4 del trattato vigente del 1912, annunciò la sua neutralità. Nel 1915, l'Intesa le propose, in cambio della sua entrata in guerra contro l'Austria, il completamento dell'unificazione nazionale e una posizione di dominio nell'Adriatico. Nella primavera dello stesso anno l'Italia denunciava la Triplice alleanza ed entrava nel conflitto contro l'Austria-Ungheria.

## Primo Trattato della Triplice alleanza (1882)

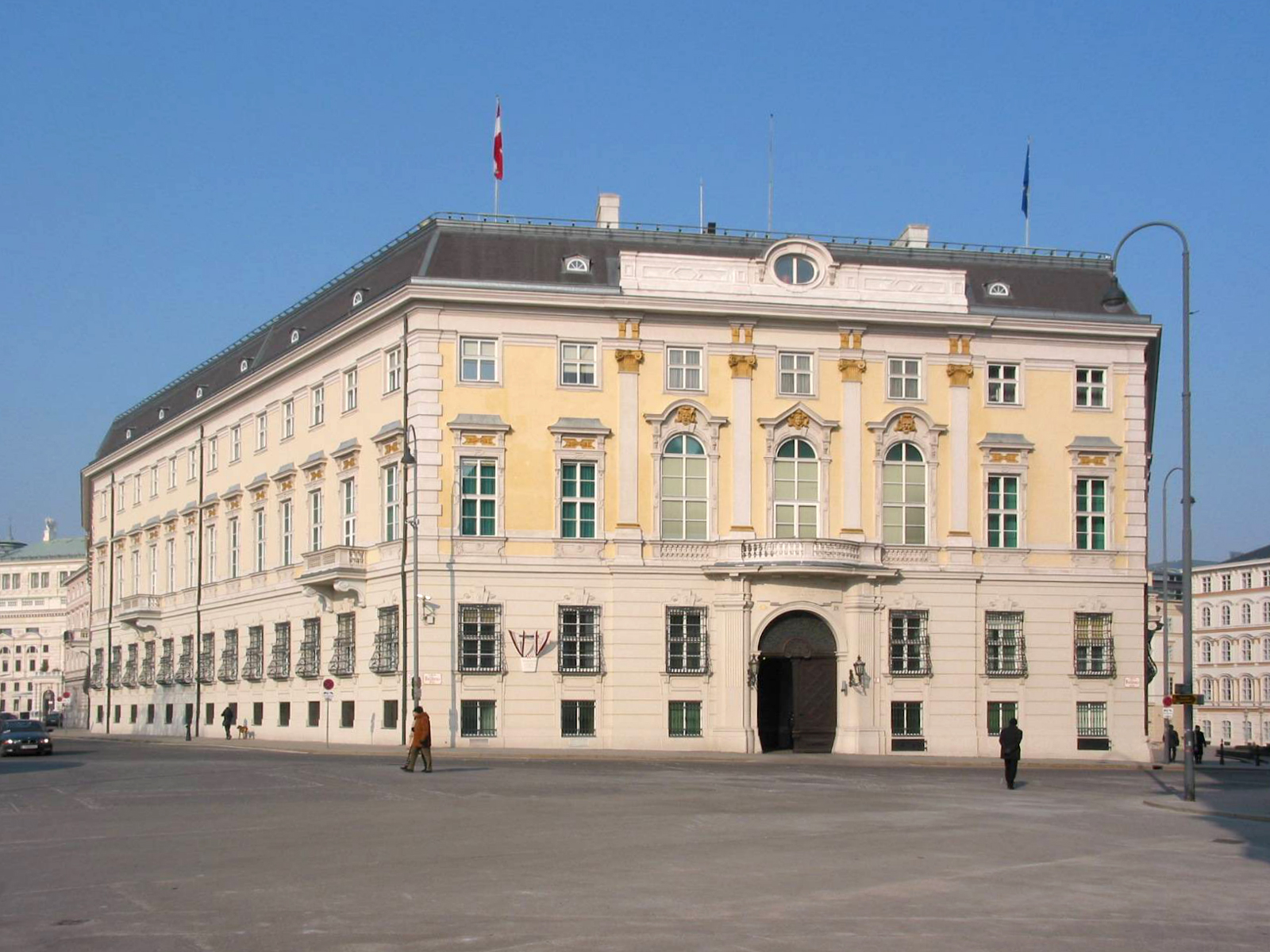
L'ex Ministero degli Esteri austro-ungarico (Ballhaus) a Vienna oggi. In uno dei suoi saloni, il 20 maggio 1882 alle due pomeridiane, furono apposte le firme del primo trattato della Triplice alleanza.

Il primo Trattato della Triplice alleanza fu redatto inizialmente dal ministro degli Esteri austriaco Gustav Kálnoky il 12 aprile 1882. Il suo omologo italiano Pasquale Stanislao Mancini chiese alcune rettifiche nella direzione di una maggiore valenza difensiva dell'alleanza, che in parte furono accolte e in parte furono respinte dal ministro austriaco. Solo dopo l'intervento del Cancelliere tedesco Bismarck e soprattutto grazie alle varianti proposte all'articolo 4 dall'ambasciatore italiano a Vienna, Robilant, Kálnoky accettò di firmare l'accordo.
Il primo trattato della Triplice alleanza fu firmato a Vienna il 20 maggio 1882 dal ministro degli Esteri austriaco Gustav Kálnoky, dall'ambasciatore italiano a Vienna Carlo Felice Nicolis di Robilant e dall'ambasciatore tedesco, il principe Heinrich von Reuss VII.

### Testo

#### Preambolo
Le LL. MM. L’Imperatore d’Austria [...], l'Imperatore di Germania [...] e il Re d'Italia, animati dal desiderio di accrescere le garanzie della pace generale, di rafforzare il principio monarchico e di assicurare il mantenimento dell'ordine sociale e politico nei loro rispettivi Stati, si sono accordati di concludere un trattato che, per la sua natura essenzialmente conservatrice e difensiva, non persegue che lo scopo di premunirli contro i pericoli che potrebbero minacciare la sicurezza dei loro Stati e la tranquillità dell'Europa.

#### Gli articoli
- Art. 1. Le Alti Parti contraenti si promettono pace ed amicizia e non entreranno in nessuna alleanza o impegno diretto contro alcuno dei loro Stati. Esse s'impegnano a venire ad uno scambio di idee sulle questioni politiche ed economiche di indole generale che potessero presentarsi, e si promettono inoltre il loro mutuo appoggio nel limite dei loro propri interessi.
- Art. 2. Nel caso che l'Italia, senza provocazione da parte sua, fosse per qualunque motivo attaccata dalla Francia, le due altre Parti contraenti saranno tenute a prestare alla parte attaccata aiuto e assistenza con tutte le loro forze. Questo stesso obbligo incomberà all'Italia nel caso di una aggressione, non direttamente provocata, della Francia contro la Germania.
- Art. 3. Se una o due delle Alte Parti contraenti, senza provocazione diretta da parte loro, venissero ad essere attaccate e a trovarsi impegnate in una guerra con due o più grandi potenze[5] non firmatarie del presente trattato, il casus foederis si presenterà simultaneamente per tutte le Alte Parti contraenti.
- Art. 4. Nel caso che una grande potenza non firmataria del presente trattato minacciasse la sicurezza degli Stati di una delle Alte Parti contraenti e la parte minacciata si vedesse perciò costretta a farle guerra, le due altre Parti si obbligano ad osservare verso la loro alleata una neutralità benevola. In questo caso ciascuna di esse si riserva la facoltà di prendere parte alla guerra, se lo giudichi opportuno, per fare causa comune con il suo alleato[6].
- Art. 5. Se la pace di una delle Alte Parti contraenti venisse ad essere minacciata nelle circostanze previste dagli articoli precedenti, le Alte Parti contraenti si concerteranno in tempo utile sulle misure militari da prendere in vista di una eventuale cooperazione. Esse si impegnano fin da ora, in ogni caso di partecipazione comune ad una guerra, a non concludere né armistizio né pace né trattato, che di comune accordo fra loro.
- Art. 6. Le Alte Parti contraenti si promettono scambievolmente il segreto sul contenuto e sull'esistenza del presente trattato.
- Art. 7. Il presente trattato resterà in vigore durante lo spazio di cinque anni, a datare dal giorno dello scambio delle ratifiche.
- Art. 8. Le ratifiche del presente trattato saranno scambiate a Vienna entro un termine di tre settimane o prima se potrà farsi.

[…]

#### Dichiarazione ministeriale

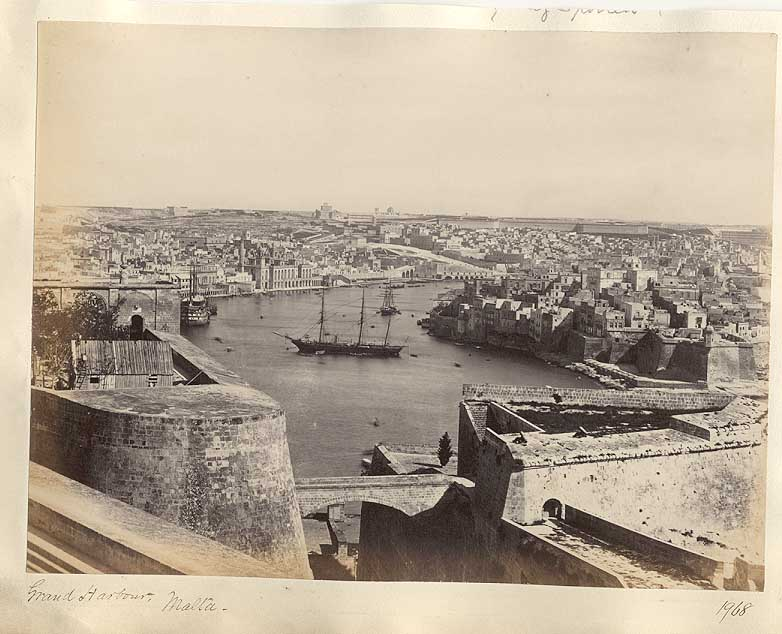
La base navale inglese di Malta nella seconda metà del XIX secolo. A causa della potenza navale di Londra, l'Italia fece accettare una propria dichiarazione, allegata al primo trattato, che escludesse la Gran Bretagna fra le nazioni contro cui era rivolta la Triplice alleanza.

Il Regio Governo italiano dichiara che le stipulazioni del Trattato concluso il 20 maggio 1882 fra Italia, l'Austria-Ungheria e la Germania non potranno, come già è stato convenuto, in alcun caso essere considerate come dirette contro l'Inghilterra […]

## Secondo Trattato della Triplice alleanza (1887)
Il secondo Trattato della Triplice alleanza fu firmato a Berlino il 20 febbraio 1887. Si componeva di una prima parte comune alle tre potenze, di due patti bilaterali fra l'Italia e le altre due potenze, e di un verbale comune alle tre potenze.
I plenipotenziari (la cui firma è presente o meno secondo la partecipazione della loro nazione) dei singoli patti furono: l'ambasciatore austriaco a Berlino, conte Ladislaus von Szögyény-Marich, il Cancelliere tedesco Otto von Bismarck e l'ambasciatore italiano Edoardo de Launay.

### Testo

#### Conferma del Trattato del 1882
- Preambolo. Le LL. MM[4]. L’Imperatore d’Austria [...], l'Imperatore di Germania [...] e il Re d'Italia, animati dal desiderio di mantenere i legami stabiliti fra i loro Stati e i loro Governi dal trattato concluso a Vienna il 20 maggio 1882, hanno deciso di prolungarne la durata per mezzo di un trattato addizionale ed hanno, a questo effetto, nominati loro plenipotenziari […] i quali […] hanno convenuto gli articoli seguenti:
- Art. 1. Il trattato di alleanza concluso a Vienna il 20 maggio 1882 fra le Potenze firmatarie del presente trattato addizionale, è confermato e conservato in vigore in tutta la sua estensione fino al 30 maggio 1892.
- Art. 2. Il presente trattato sarà ratificato e le ratifiche saranno scambiate a Berlino entro il termine di quindici giorni, o prima se potrà farsi.

#### Patto separato fra Austria e Italia
- Preambolo. Le LL. MM[4]. L’Imperatore d’Austria [...] e il Re d'Italia, reputando opportuno di dare qualche sviluppo al trattato di alleanza firmato a Vienna il 20 maggio 1882 […] hanno deciso di concludere un trattato separato che tenga sempre meglio conto degli interessi reciproci dei loro Stati e dei loro Governi, ed hanno a questo effetto, nominati loro plenipotenziari […] i quali […] hanno convenuto gli articoli seguenti:
- Art. 1. […] Nel caso che, in conseguenza di avvenimenti, il mantenimento dello statu quo nelle regioni dei Balcani o delle coste ed isole ottomane nell'Adriatico e nel Mar Egeo divenisse impossibile e che, sia in conseguenza dell'azione di una terza Potenza, sia diversamente, l'Austria-Ungheria o l'Italia si vedessero nella necessità di modificarlo con un'occupazione temporanea o permanente da parte loro, quest'occupazione non avrà luogo che dopo un previo accordo fra le due Potenze suddette, fondato sul principio di un compenso reciproco per ogni vantaggio territoriale o d'altra natura che ciascuna di esse ottenesse in più dello statu quo attuale, e tale da soddisfare gli interessi e le pretese ben fondati delle Parti.
- Art. 2. Le Alte Parti contraenti si promettono reciprocamente il segreto sul contenuto del presente trattato.
- Art. 3. Il presente trattato entrerà in vigore il giorno dello scambio delle ratifiche e resterà in vigore fino al 30 maggio 1892.

[…]

#### Patto separato fra Germania e Italia
- Preambolo. [Analogo al precedente].

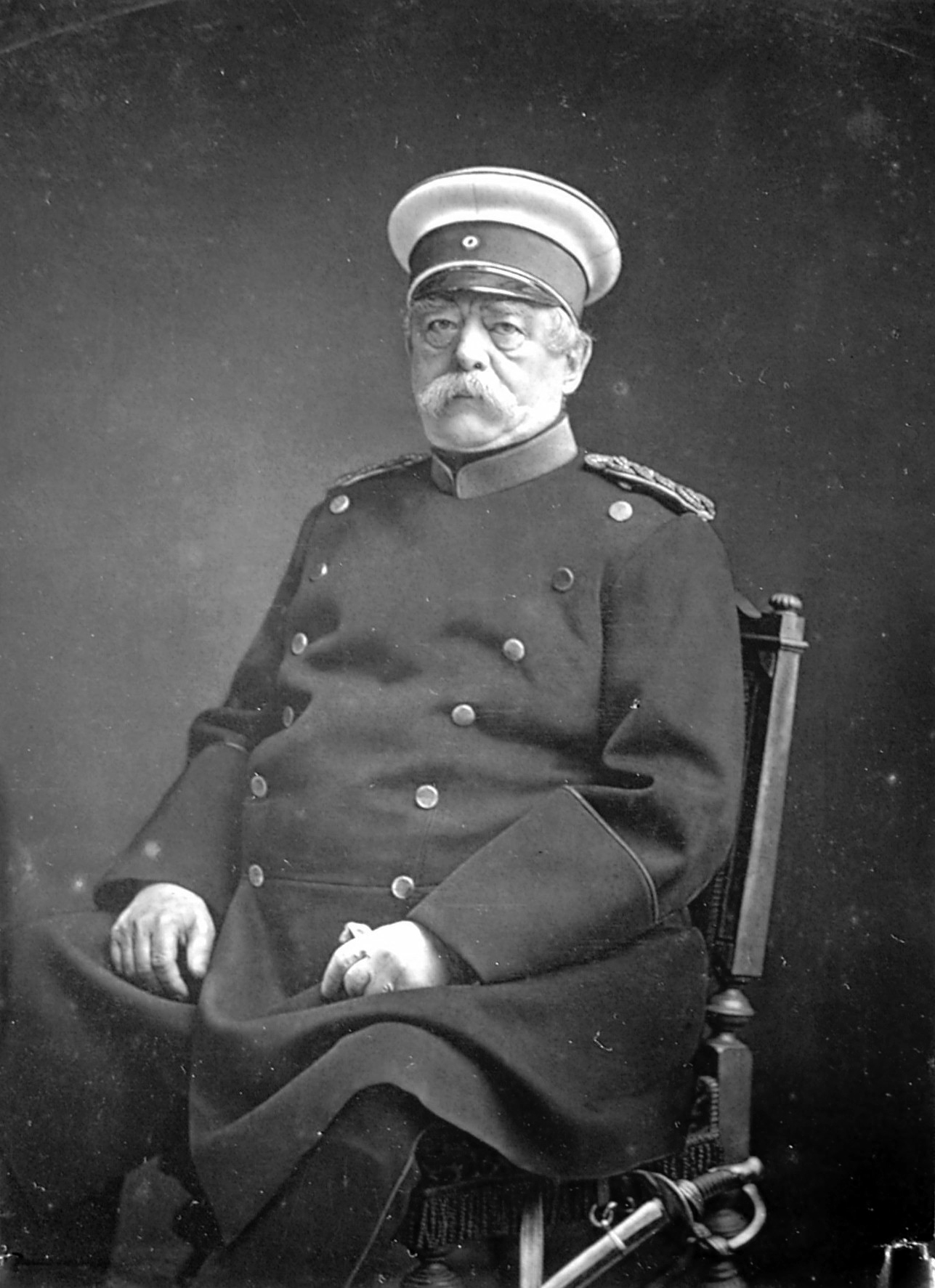
Il Cancelliere tedesco Otto von Bismarck. Trattò per il primo accordo e pose la sua firma in calce al secondo del 1887.

- Art. 1. [Identico a quello del patto italo-austriaco precedente].
- Art. 2. Le stipulazioni dell'articolo 1 non si applicano in alcun modo alla questione egiziana, circa la quale le Alte Parti contraenti conservano rispettivamente la loro libertà di azione, avuto riguardo ai principi sui quali si fondano il presente trattato e quello del 20 maggio 1882.
- Art. 3. Se accadesse che la Francia facesse atto di estendere la sua occupazione o il suo protettorato o la sua sovranità, in una forma qualunque, sui territori nord-africani, sia del vilayet[8]. di Tripoli, sia dell'Impero marocchino, e che in conseguenza di questo fatto l'Italia credesse di dovere, per salvaguardare la sua posizione nel Mediterraneo, intraprendere essa medesima un'azione sui detti territori nord-africani, oppure ricorrere, sul territorio francese in Europa, alle misure estreme, lo stato di guerra che ne conseguirebbe fra la Francia e l'Italia costituirebbe ipso facto, a domanda dell'Italia e a carico dei due alleati, il casus foederis con tutti gli effetti previsti dagli articoli 2 e 3 del suddetto trattato del 20 maggio 1882, come se una simile eventualità vi fosse espressamente considerata.
- Art. 4. Se le sorti di ogni guerra intrapresa in comune contro la Francia inducessero l'Italia a cercare garanzie territoriali nei riguardi della Francia per la sicurezza delle frontiere del Regno [d'Italia] e della sua posizione marittima[9], come pure in vista della stabilità della pace, la Germania non vi porrà alcun ostacolo e, all'occorrenza e nella misura compatibile con le circostanze, si applicherà a facilitare i mezzi per raggiungere un tale scopo.
- Art. 5. Le Alte Parti contraenti si promettono reciprocamente il segreto sul contenuto del presente trattato.

[…]

#### Verbale comune
I sottoscritti hanno proceduto alla firma di un trattato addizionale prolungante la durata del trattato di alleanza concluso a Vienna il 20 maggio 1882. Contemporaneamente sono stati firmati un trattato separato fra l'Austria-Ungheria e l'Italia ed un trattato separato fra la Germania e l'Italia. Questi due ultimi atti, benché distinti, rispondono nondimeno allo spirito generale dell'accordo precitato del 1882, poiché oggi come allora le tre monarchie mirano essenzialmente al mantenimento della pace.

[…]

## Terzo Trattato della Triplice alleanza (1891)
Il terzo Trattato della Triplice alleanza fu firmato, un anno prima della scadenza del precedente, a Berlino il 6 maggio 1891.
I plenipotenziari firmatari furono: l'ambasciatore austriaco a Berlino, conte Ladislaus von Szögyény-Marich, il Cancelliere tedesco Leo von Caprivi e l'ambasciatore italiano Edoardo de Launay (già firmatario del secondo trattato).
In questo trattato furono accolti i patti bilaterali del 1887. Inoltre fu aggiunto un protocollo che definiva alcune questioni economiche e auspicava un avvicinamento della Gran Bretagna alla Triplice alleanza.

### Testo

#### Preambolo
Le LL. MM. l'Imperatore di Germania, l’Imperatore d’Austria [...], e il Re d'Italia, fermamente decisi ad assicurare ai loro Stati la continuazione dei benefici che loro garantisce, dal punto di vista politico come da quello monarchico e sociale, il mantenimento della Triplice alleanza, volendo a questo fine prolungare la durata di detta alleanza, conclusa il 20 maggio 1882, rinnovata una prima volta con i Trattati del 20 febbraio 1887, la cui scadenza era fissata al 30 maggio 1892, hanno a questo effetto nominati i loro plenipotenziari […] i quali […] hanno convenuto gli articoli seguenti:

#### I primi articoli
[Dall'Art. 1 all'Art. 5 il terzo trattato corrisponde al primo del 1882 ]

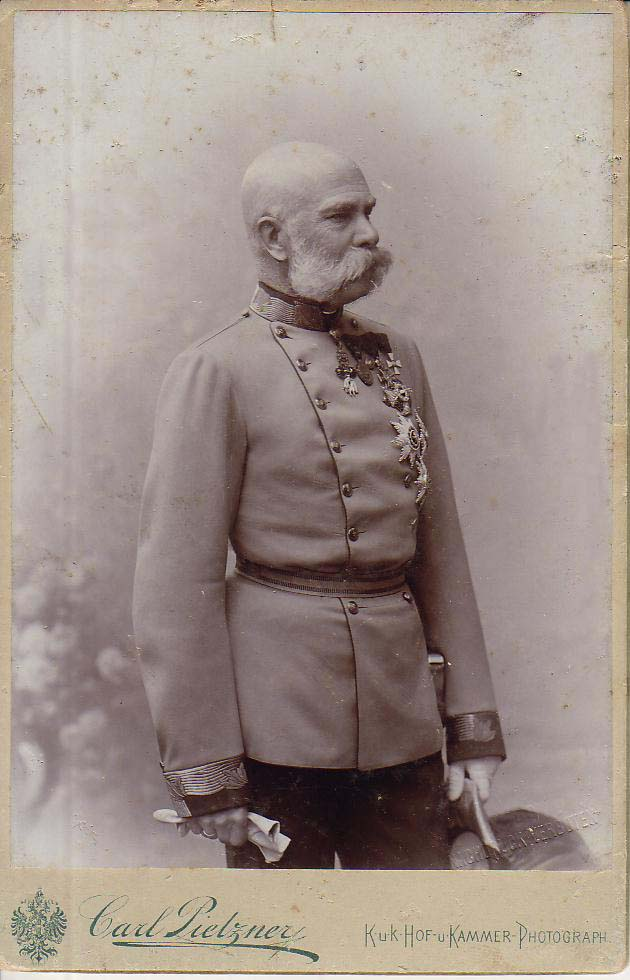
L’Imperatore austro-ungarico Francesco Giuseppe che ratificò tutti i trattati della Triplice alleanza. Foto del 1885.

- Art. 6. La Germania e l'Italia, non mirando che al mantenimento, in quanto possibile, dello statu quo territoriale in Oriente, si impegnano a usare la loro influenza per prevenire sulle coste e le isole ottomane nell'Adriatico e nel Mar Egeo, ogni modificazione territoriale che portasse danno all'una o all'altra delle Potenze firmatarie del presente Trattato. Esse si comunicheranno a tale scopo tutte le informazioni suscettibili di illuminarle mutuamente sulle loro proprie disposizioni come su quelle di altre Potenze.

#### I compensi nei Balcani
- Art. 7[10]. L'Austria-Ungheria e l'Italia, non mirando che al mantenimento, in quanto possibile, dello status quo territoriale in Oriente, si impegnano a usare la loro influenza per prevenire qualunque modificazione territoriale che potesse portare danno all'una o all'altra delle Potenze firmatarie del presente Trattato. Esse si comunicheranno a tale scopo tutte le informazioni suscettibili di illuminarle mutuamente sulle loro proprie disposizioni come su quelle di altre Potenze. In ogni modo, nel caso che, in forza di avvenimenti, il mantenimento dello statu quo nelle regioni dei Balcani o delle coste ed isole ottomane nell'Adriatico e nel Mar Egeo divenisse impossibile e che, sia in conseguenza dell'azione di una terza Potenza, sia altrimenti, l'Austria-Ungheria o l'Italia si vedessero nella necessità di modificarlo con un'occupazione temporanea o permanente da parte loro, quest'occupazione non avrà luogo che dopo un preventivo accordo fra le due Potenze, fondato sul principio di un compenso reciproco per qualunque vantaggio territoriale o d'altra natura che ciascuna di esse ottenesse in più dello statu quo attuale, e che dia soddisfazione agli interessi e alle pretese ben fondati delle Parti.
- Art. 8. Le stipulazioni degli articoli 6 e 7 non si applicheranno in alcun modo alla questione egiziana, circa la quale le Alte Parti contraenti conservano rispettivamente la loro libertà di azione, tenendo tuttavia sempre in considerazione i principi sui quali si fonda il presente Trattato.

#### Il colonialismo italiano
- Art. 9. La Germania e l'Italia si impegnano ad adoperarsi per il mantenimento dello statu quo territoriale nelle regioni nord-africane del Mediterraneo, cioè la Cirenaica, la Tripolitania e la Tunisia. I rappresentanti delle due Potenze in queste regioni avranno istruzioni di mantenere fra loro la più stretta intimità di comunicazioni e di assistenza reciproca. Se disgraziatamente, in seguito a un maturo esame della situazione, la Germania e l'Italia riconoscessero l'una e l'altra che il mantenimento dello statu quo diviene impossibile, la Germania si impegna, dopo un accordo formale e preventivo, ad appoggiare l'Italia in qualunque azione, sotto forma di occupazione o di altra assicurazione di garanzia, che quest'ultima dovesse intraprendere in quelle stesse regioni, in vista di un interesse di equilibrio e di legittimo compenso. Resta inteso che per una simile eventualità le due potenze cercherebbero di mettersi egualmente d'accordo con l'Inghilterra.
- Art. 10[11]. Se accadesse che la Francia tentasse di estendere la sua occupazione o il suo protettorato o la sua sovranità, sotto una forma qualunque, sui territori nord-africani, e che in conseguenza di questo fatto l'Italia credesse di dovere, per salvaguardare la sua posizione nel Mediterraneo, intraprendere essa medesima un'azione sui detti territori nord-africani, oppure ricorrere, sul territorio francese in Europa a misure estreme, lo stato di guerra che ne seguirebbe fra l'Italia e la Francia costituirebbe ipso facto, a domanda dell'Italia e a comune carico della Germania e dell'Italia, il casus foederis previsto dagli articoli 2 e 5 del presente trattato come se una simile eventualità vi fosse espressamente considerata.

#### Gli articoli conclusivi

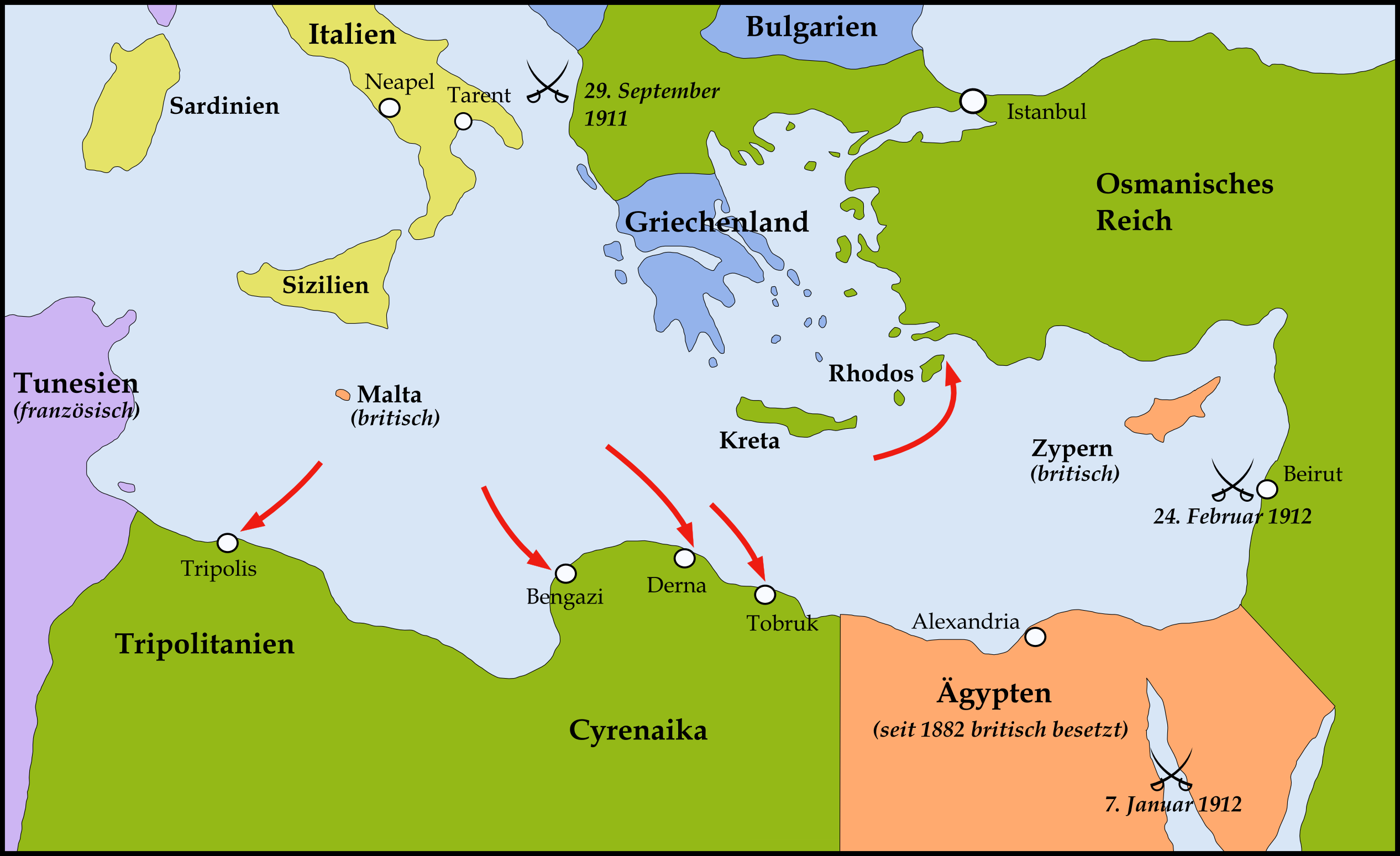
Una cartina in tedesco del teatro delle operazioni della Guerra italo-turca. L'Italia
ottenne con il terzo trattato (Art. 9) e con la Dichiarazione del quarto,
l'assenso delle alleate all'occupazione della Libia ottomana: Tripolitania (Tripolitanien) e Cirenaica (Cyrenaika).

- Art.11[12]. Se le sorti di ogni guerra intrapresa in comune contro la Francia dalle due Potenze conducessero l'Italia a ricercare delle garanzie territoriali nei riguardi della Francia, così per la sicurezza delle frontiere del Regno [d'Italia] e della sua posizione marittima come per la stabilità della pace, la Germania non vi porrà alcun ostacolo, e, occorrendo, in una misura compatibile con le circostanze, si adopererà a facilitare i mezzi per raggiungere un tale scopo.
- Art. 12. Le Alte Parti contraenti si promettono mutuamente il segreto sul contenuto del presente Trattato.
- Art. 13. Le Potenze firmatarie si riservano di introdurre ulteriormente, sotto forma di protocollo e di comune accordo, le modificazioni che saranno dimostrate utili dalle circostanze.
- Art. 14. Il presente trattato resterà in vigore per sei anni a partire dallo scambio delle ratifiche; ma se non sarà denunciato con un anno di anticipo da una qualsiasi delle Alte Parti contraenti,  rimarrà in vigore per altri sei anni.
- Art. 15. Le ratifiche del presente Trattato saranno scambiate a Berlino entro 15 giorni o prima se possibile.

In fede di che i rispettivi plenipotenziari hanno firmato il presente Trattato e vi hanno apposto il loro sigillo.

Fatto a Berlino, in triplice esemplare, il sesto giorno del mese di maggio mille ottocento novantuno.

#### Protocollo aggiuntivo
[…]
- 1° - […] Le Alte Parti contraenti si promettono da questo momento, in materia economica (finanze, dogane, ferrovie), in più del trattamento della nazione più favorita, tutte le facilitazioni e tutti i vantaggi particolari che sarebbero compatibili con le esigenze di ciascuno dei tre Stati e coi loro rispettivi impegni con terze Potenze.
- 2° - Essendo già acquisita, in massima, l'adesione dell'Inghilterra alle stipulazioni del presente Trattato che riguardano l'Oriente propriamente detto, cioè i territori dell'Impero ottomano, le Alte Parti contraenti si adopereranno, al momento opportuno e per quanto le circostanze lo comporteranno, a provocare una analoga adesione rispetto ai territori nord-africani della parte centrale e occidentale del Mediterraneo compreso il Marocco. Tale adesione potrebbe realizzarsi mediante l'accettazione, da parte dell'Inghilterra, del programma stabilito negli articoli 9 e 10 dell'odierno Trattato.

[…]

## Quarto Trattato della Triplice alleanza (1902)
Il quarto Trattato della Triplice alleanza fu firmato a Berlino il 28 giugno 1902. Il preambolo, il testo degli articoli e il protocollo finale sono identici a quelli del trattato del 1891. Unica aggiunta è la dichiarazione austro-ungarica relativa alla Tripolitania.

### Testo

#### Dichiarazione
[…]
Il Governo austro-ungarico, non avendo interessi speciali da salvaguardare nella Tripolitania e nella Cirenaica, è deciso a non intraprendere nulla che possa ostacolare l'azione dell'Italia nel caso che, in conseguenza di circostanze fortuite, lo stato di cose attualmente stabilito in queste regioni subisse un'alterazione qualunque e costringesse il Governo Reale [italiano] a ricorrere a misure che gli fossero dettate dai suoi propri interessi. Resta inteso che la presente dichiarazione resterà segreta e che non potrà essere prodotta che in virtù di un accordo preventivo fra i due Governi.

Roma, 30 giugno 1902.

Barone Pasetti, M.P.

## Quinto Trattato della Triplice alleanza (1912)
Il quinto Trattato della Triplice alleanza fu firmato a Vienna il 5 dicembre 1912. Il preambolo, il testo degli articoli e il protocollo finale sono identici a quelli del trattato del 1902. Unica aggiunta è il protocollo con il quale Germania e Austria riconoscono la sovranità dell'Italia sulla Libia. Il 18 ottobre 1912 si era, infatti, conclusa la Guerra italo-turca con la sconfitta dell'Impero ottomano che cedeva la Libia e alcune isole del Dodecanneso all'Italia. Il protocollo riconosceva, inoltre, la validità di alcuni accordi italo-austriaci su questioni specifiche dell'area dei Balcani.

### Testo

#### Protocollo
[…]
- 1° - Resta inteso che lo statu quo territoriale nelle regioni nord-africane sul Mediterraneo, menzionato nell'articolo 9 del trattato del 28 giugno 1902, implica la sovranità dell'Italia sulla Tripolitania e sulla Cirenaica.[14]
- 2° - Resta ugualmente inteso che l'articolo 10 dello stesso trattato ha per base lo statu quo territoriale esistente nelle regioni nord-africane al momento della firma del trattato.
- 3° - Resta inteso che le convenzioni speciali concernenti l'Albania e il Sangiaccato di Novi-Bazar, stabilite fra l'Austria-Ungheria e l'Italia il 20 dicembre 1900-9 febbraio 1901[15] e il 30 dicembre 1909[16], non sono modificate dal rinnovamento del trattato di alleanza fra l'Austria-Ungheria, la Germania e l'Italia.

[…]

Berchtold, von Tschirschky, Avarna